# Zarząd planowania europejskiego transportu śródlądowego
Zarząd planowania europejskiego transportu śródlądowego (Planning Board For European Inland Surface Transport, PBEIST) – został powołany na mocy Traktatu Północnoatlantyckiego w 1950. Jest jednym z dziewięciu specjalnych komitetów NATO, wykonujących działania z zakresu planowania obrony cywilnej na sytuację zagrożeń (CEP). Podlega bezpośrednio pod wysoki komitet planowania centralnego na sytuacje nadzwyczajnych zagrożeń (SCEPC).
Zarząd planowania europejskiego transportu śródlądowego zajmuje się koordynacją planowania używania w sytuacjach kryzysowych:
- portów morskich, kotwicowisk, transportu drogowego, kolejowego, śródlądowych dróg wodnych oraz infrastruktury z nimi związanej,
- śródlądowego transportu paliw, z wyłączeniem rurociągów,
- transportu amunicji, materiałów wybuchowych i innych towarów niebezpiecznych.

W określonych sytuacjach współpracuje również z zarządem planowania żeglugi oceanicznej (PBOS) w zakresie żeglugi na wodach terytorialnych państw członkowskich.